# 加伍德·華利
加伍德·華利(英文：Garwood Whaley)在1942年11月21日出生於美國紐約，在1965年在茱莉亞音樂學院學習敲擊樂，並在1971年及1977年獲得美國天主教大學音樂碩士及音樂學藝術博士。 在學期間，加伍德·華利跟隨莫里斯·戈登伯格和索爾·古德曼學習何演奏敲擊樂。

## 職業生涯
加伍德·華利曾經擔任美國天主教大學音樂科副教授、敲擊樂藝術協會主席及天主教阿靈頓教區學校的音樂課程主理人。加伍德·華利成立了梅雷迪思音樂出版社，並擔任總裁。作為梅雷迪思音樂出版社的創始人，加伍德·華利出版了許多有關敲擊樂的教材，此後成為有史以來最著名及最暢銷的敲擊樂教材作者。在2021年，加伍德·華利成為了敲擊樂藝術協會名人堂的成員了。

## 敲擊樂教材[3]
- 《鍵盤敲擊樂初級手冊》
- 《小鼓初級手冊》
- 《定音鼓初級手冊》
- 《鍵盤敲擊樂基礎練習》
- 《小鼓基礎練習》
- 《定音鼓基礎練習》
- 《鍵盤敲擊樂中級練習》
- 《小鼓中級練習》
- 《定音鼓中級練習》

## 作品[3]
- 《三十秒練習曲》
- 《練習曲》 敲擊樂六重奏
- 《諧謔曲》 定音鼓獨奏
- 《聲明》定音鼓獨奏

## 考試曲目
加伍德·華利的定音鼓獨奏《聲明》被英國皇家音樂學院聯合委員會.
及倫敦聖三一學院
納入為2020年敲擊樂考試的曲目。